# Albert Gelis
Albert Gelis Juanola (San Juan les Fonts, 26 de octubre de 1981) es un deportista español que compitió en natación adaptada. Ganó una medalla de plata en los Juegos Paralímpicos de Atenas 2004.

## Palmarés internacional
| Juegos Paralímpicos | Juegos Paralímpicos | Juegos Paralímpicos | Juegos Paralímpicos          |
| Año                 | Lugar               | Medalla             | Prueba                       |
| ------------------- | ------------------- | ------------------- | ---------------------------- |
| 2004                | Atenas (Grecia)     | Medalla de plata    | 4 × 100 m estilos (49 ptos.) |